# Alexandrine de Prusse (1842-1906)
Ne doit pas être confondu avec Alexandrine de Prusse.
La princesse Frédérique Wilhelmine Louise Elisabeth Alexandrine de Prusse (1er février 1842 – 22 mars 1906) est une membre de la maison de Hohenzollern, fille du prince Albert de Prusse et de son épouse, la princesse Marianne d'Orange-Nassau.

## Famille et enfance

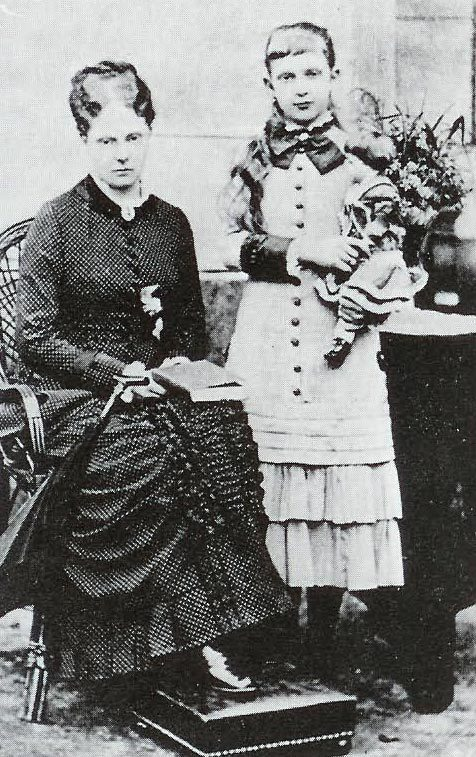
Alexandrine avec sa sœur aînée, Charlotte, ca. 1853.

Alexandrine ('Addy') est la plus jeune enfant du prince Albert de Prusse et de son épouse, la princesse Marianne d'Orange-Nassau. Elle est nommée d'après sa tante (et, plus tard belle-mère) la Grande-Duchesse de Mecklembourg-Schwerin. Elle a une sœur et un frère aîné, la princesse Charlotte (plus tard, princesse héréditaire de Saxe-Meiningen), et le prince Albert. Le mariage de ses parents est dissout le 28 mars 1849. Son père se remarie en 1853, à l'une des demoiselles d'honneur de la cour, Rosalie von Rauch, qui devient comtesse de Hohenau. Le couple a deux fils. Leur mère se remarie morganatiquement à un ancien cocher.
En raison des difficultés dans le mariage de ses parents, Alexandrine est considérée comme la fille adoptive de son oncle et de sa tante sans enfants, le roi Frédéric-Guillaume IV de Prusse et la reine Élisabeth de Bavière, qui deviennent ses tuteurs. Ils l'invitent à vivre avec eux, la considérant comme leur propre fille.

## Mariage

### Perspectives de mariage
Pendant son adolescence, Alexandrine est vue comme une épouse potentielle d'Albert Edward, Prince de Galles (futur roi Édouard VII du royaume-Uni), mais n'est pas considéré comme assez « intelligente ou jolie » par la sœur de celui-ci, la princesse héritière Victoria du Royaume-Uni,. Le prince épouse Alexandra de Danemark à la place. En dépit de son commentaire, Victoria avait un penchant pour Alexandrine, et écrit à sa mère qu'elle est « une excellente fille, très admirée ici ». Il y a aussi des avantages financiers d'un mariage avec Alexandrine ; elle possède un million de dollars par l'entremise de sa mère, et encore plus lors de son mariage. Par conséquent, Victoria essaie de nouveau de la marier à un autre britannique, le prince George, duc de Cambridge sans succès.

### Mariage

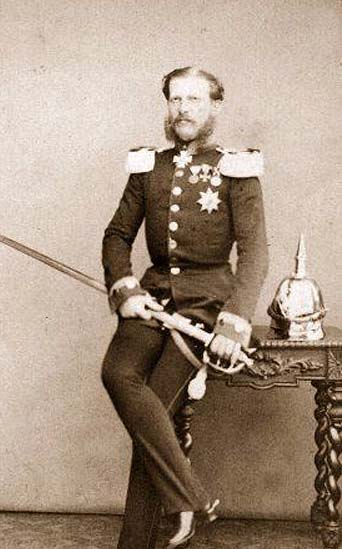
Le Duc Guillaume, le mari d'Alexandrine.

Le 9 décembre 1865, Alexandrine épouse son cousin plus vieux qu'elle, le duc Guillaume de Mecklembourg (1827-1879). Il est un des plus jeunes fils de Paul-Frédéric, grand-duc de Mecklembourg et de la tante d'Alexandrine, la princesse Alexandrine de Prusse. Bien que le mariage soit censé lui donner une sécurité financière pour l'avenir, ce n'est certainement pas une relation amoureuse; Alexandrine pleure pendant toute la cérémonie de mariage. Victoria décrit le mariage de sa mère : « Le mariage a été célébré avec la plus grande pompe, mais il avait quelque chose de la solennité de funérailles – rien de gai, festif ou nuptial. La seule chose qui ait fait une agréable impression sur moi était cette chère Addy elle-même, qui même si elle a pleuré tout le temps, a eu une dignité et touchante apparence que je n'avait jamais vu dans son regard. Elle est allée au travers de tout cela avec la plus parfaite tenue – bien que je ne l'ai jamais vu sourire une seule fois. Elle n'a pas l'air d'une mariée, mais reste très élégante et distinguée… Le regard de son époux a semblé mauvais toute la durée de la cérémonie. J'ai cherché en vain une trace de douceur. ».
En outre, Guillaume avait la réputation d'être alcoolique et débauché, il est surprenant que la pieuse et récemment veuve reine Élisabeth ait accepté ce mariage. À deux reprises, Guillaume avait été privé de son commandement dans l'armée prussienne et avait demandé en mariage la célèbre ballerine Marie Taglioni ; par conséquent, il est généralement considéré comme le « mouton noir » de la famille. Peu importe, la reine a donné son autorisation, en dotant Alexandrine d'un trousseau de somptueux vêtements et bijoux. Son autre oncle, l'empereur Guillaume Ier lui donne un somptueux collier de diamants, tandis que sa mère, la princesse Marianne, lui donne un collier d'améthystes de Sibérie ainsi qu'un diadème d'émeraudes.

### Mariage et vie de couple
Le frère aîné de Guillaume, Frédéric-François a déjà de nombreux enfants de ses deux mariages, il n'y a donc aucune chance que Guillaume et Alexandrine accèdent au trône de Mecklembourg-Schwerin. Pendant leur mariage, le couple vit au château de Bellevue à Berlin. Le mariage est malheureux, et elle essaie de s'échapper plusieurs fois, restant seulement sous la pression de sa tante Alexandrine. Guillaume réussi avec difficulté à obtenir un peu d'importance dans le commandement de l'armée prussienne pendant la Guerre franco-prussienne. Il est grièvement blessé par une explosion au cours de la guerre, mais survit jusqu'en 1879. Le couple a une seule fille survivante :
- Charlotte de Mecklembourg-Schwerin (7 novembre 1868 - 20 décembre 1944) ; épouse le Prince Heinrich XVIII Reuss de Köstritz.

Après la mort de son mari, Alexandrine consacre sa vie à sa fille, et joue un très petit rôle dans la vie publique. Alexandrine meure le 26 mars 1906 au château de Marley, près de Potsdam, Brandebourg, Allemagne. Le château de Bellevue est ensuite été occupé par le prince Eitel-Frédéric de Prusse et sa nouvelle épouse, la duchesse Sophie-Charlotte d'Oldenbourg.